# Angola nos Jogos Olímpicos de Verão de 2016
Angola é um dos países nos Jogos Olímpicos de 2016 no Rio de Janeiro (Brasil, entre 5 e 21 de Agosto. É a nona participação angolana, que esteve ameaçada devido à falta de verbas do Comité Olímpico Angolano (COA)ara pagar a estadia e equipamentos.

## Andebol

### Torneio feminino
A equipa feminina de andebol de Angola qualificou-se para as Olimpíadas ao vencer o Torneio de Qualificação Africano em 2015, em Luanda. Foram sorteados no Grupo A da ronda preliminar.
Ronda preliminar

### Grupo A
|  | Equipes classificadas para a fase seguinte |

| Pos | Equipe     | Pts | J | V | E | D | GP  | GC  | SG  |
| --- | ---------- | --- | - | - | - | - | --- | --- | --- |
| 1   | Brasil     | 8   | 5 | 4 | 0 | 1 | 138 | 117 | +21 |
| 2   | Noruega    | 8   | 5 | 4 | 0 | 1 | 141 | 121 | +20 |
| 3   | Espanha    | 6   | 5 | 3 | 0 | 2 | 125 | 116 | +9  |
| 4   | Angola     | 4   | 5 | 2 | 0 | 3 | 116 | 128 | −12 |
| 5   | Romênia    | 4   | 5 | 2 | 0 | 3 | 108 | 119 | −11 |
| 6   | Montenegro | 0   | 5 | 0 | 0 | 5 | 107 | 134 | −27 |

Ordenamento da classificação: 1) Pontos; 2) Pontos no confronto directo; 3) Diferença de golos no confronto directo; 4) Golos marcados no confronto directo; 5) Diferença de golos; 6) Golos marcados; 7) Sorteio.

| 6 de agosto 19:50 | Romênia | 19–23     | Angola   | Arena do Futuro, Rio de Janeiro Árbitros: Koo, Lee |
| 6 de agosto 19:50 | Neagu 8 | (9–11)    | Guialo 5 | Arena do Futuro, Rio de Janeiro Árbitros: Koo, Lee |
| 6 de agosto 19:50 | 2×      | Relatório | 5× 3×    | Arena do Futuro, Rio de Janeiro Árbitros: Koo, Lee |

| 8 de agosto 21:50 | Angola   | 27–25     | Montenegro     | Arena do Futuro, Rio de Janeiro Árbitros: Alpaidze, Berezkina |
| 8 de agosto 21:50 | Guialo 7 | (12–12)   | K. Bulatović 9 | Arena do Futuro, Rio de Janeiro Árbitros: Alpaidze, Berezkina |
| 8 de agosto 21:50 | 8× 2× 1× | Relatório | 4× 2×          | Arena do Futuro, Rio de Janeiro Árbitros: Alpaidze, Berezkina |

| 10 de agosto 16:40 | Noruega | 30–20     | Angola   | Arena do Futuro, Rio de Janeiro Árbitros: Bonaventura, Bonaventura |
| 10 de agosto 16:40 | Mørk 8  | (16–9)    | Guialo 8 | Arena do Futuro, Rio de Janeiro Árbitros: Bonaventura, Bonaventura |
| 10 de agosto 16:40 | 3× 2×   | Relatório | 4× 2× 1× | Arena do Futuro, Rio de Janeiro Árbitros: Bonaventura, Bonaventura |

| 12 de agosto 09:30 | Angola     | 24–28     | Brasil      | Arena do Futuro, Rio de Janeiro Árbitros: Røen, Arntsen |
| 12 de agosto 09:30 | Bernardo 8 | (13–13)   | Rodrigues 7 | Arena do Futuro, Rio de Janeiro Árbitros: Røen, Arntsen |
| 12 de agosto 09:30 | 5× 2×      | Relatório | 4×          | Arena do Futuro, Rio de Janeiro Árbitros: Røen, Arntsen |

| 14 de agosto 19:50 | Espanha           | 26–22     | Angola   | Arena do Futuro, Rio de Janeiro Árbitros: Pinto, Menezes |
| 14 de agosto 19:50 | Martín, Cabral, 7 | (13–12)   | Guialo 6 | Arena do Futuro, Rio de Janeiro Árbitros: Pinto, Menezes |
| 14 de agosto 19:50 | 5× 4×             | Relatório | 8× 3×    | Arena do Futuro, Rio de Janeiro Árbitros: Pinto, Menezes |

### Quartas de final
| 16 de agosto 20:30 | Rússia       | 31–27     | Angola     | Arena do Futuro, Rio de Janeiro Árbitros: Pinto, Menezes |
| 16 de agosto 20:30 | Kuznetsova 5 | (18–14)   | Bernardo 8 | Arena do Futuro, Rio de Janeiro Árbitros: Pinto, Menezes |
| 16 de agosto 20:30 | 5× 2×        | Relatório | 4× 3×      | Arena do Futuro, Rio de Janeiro Árbitros: Pinto, Menezes |

## Atletismo
Angola teve direito a duas vagas da IAAF ao abrigo da Universalidade, enviado um atleta masculino e outro feminino aos Jogos.
Legenda
- Nota – As classificações das provas de pista são apenas dentro da manga em que o atleta competiu
- Q = Qualificado para a ronda seguinte
- q = Qualificado em repescagens ou, noas provas de pista, através da posição sem alcançar a marca para a qualificação
- RN = Recorde nacional
- N/A = Ronda não existente nessa prova
- Ise = Atleta isento de competir nessa ronda

Pista e estrada
| Atleta             | Prova           | Manga | Manga         | Quartos-de-final | Quartos-de-final | Semi-final | Semi-final    | Final | Final         |
| Atleta             | Prova           | Tempo | Classificação | Tempo            | Classificação    | Tempo      | Classificação | Tempo | Classificação |
| ------------------ | --------------- | ----- | ------------- | ---------------- | ---------------- | ---------- | ------------- | ----- | ------------- |
| Hermenegildo Leite | 100 m masculino |       |               |                  |                  |            |               |       |               |
| Liliana Neto       | 100 m feminino  |       |               |                  |                  |            |               |       |               |

## Judo
Uma judoca angolana qualificou-se para a categoria de peso médio (até 70 kg) feminino. Antónia Moreira, nos seus terceiros Jogos Olímpicos, conquistou uma vaga da região africana como a mais bem classificada de Angola fora das posições de qualificação directa na Lista do Ranking Mundial da IJF em 30 de Maio de 2016.
| Atleta          | Prova           | 16avos-de-final      | 8avos-de-final       | Quartos-de-final     | Semi-finais          | Repescagem           | Final / MB           | Final / MB    |
| Atleta          | Prova           | Adversário Resultado | Adversário Resultado | Adversário Resultado | Adversário Resultado | Adversário Resultado | Adversário Resultado | Classificação |
| --------------- | --------------- | -------------------- | -------------------- | -------------------- | -------------------- | -------------------- | -------------------- | ------------- |
| Antónia Moreira | −70 kg feminino | VEN Rodríguez        |                      |                      |                      |                      |                      |               |

## Natação
Angola tem dois nadadores (um masculino e uma feminina) nos Jogos graças às vagas de Universalidade da FINA.
| Atleta        | Prova                  | Manga   | Manga         | Semi-final    | Semi-final    | Final         | Final         |
| Atleta        | Prova                  | Tempo   | Classificação | Tempo         | Classificação | Tempo         | Classificação |
| ------------- | ---------------------- | ------- | ------------- | ------------- | ------------- | ------------- | ------------- |
| Pedro Pinotes | 400 m medley masculino | 4m25.84 | 3             | —             | —             | Não se apurou | Não se apurou |
| Ana Nóbrega   | 100 m livre feminino   | 59.23   | 40            | Não se apurou | Não se apurou | Não se apurou | Não se apurou |

## Remo
Há uma embarcação angolana no skiff duplo leve masculino, qualificada para as Olimpíadas através da Regata de Qualificação Continental Africana de 2015 em Tunis, Tunísia.
| Atleta                            | Prova                      | Mangas | Mangas        | Repescagem | Repescagem    | Semi-finais | Semi-finais   | Final | Final         |
| Atleta                            | Prova                      | Tempo  | Classificação | Tempo      | Classificação | Tempo       | Classificação | Tempo | Classificação |
| --------------------------------- | -------------------------- | ------ | ------------- | ---------- | ------------- | ----------- | ------------- | ----- | ------------- |
| André Matias Jean-Luc Rasamoelina | Skiff duplo leve masculino |        |               |            |               |             |               |       |               |

Legenda da qualificação: FA=Final A (medalhas); FB=Final B (sem medalhas); FC=Final C (sem medalhas); FD=Final D (sem medalhas); FE=Final E (sem medalhas); FF=Final F (sem medalhas); SA/B=Semi-finais A/B; SC/D=Semi-finais C/D; SE/F=Semi-finais E/F; QF=Quartos-de-final; R=Repescagem

## Tiro
Angola foi convidada no âmbito da Solidariedade Olímpica (Comissão Tripartida) para enviar um atirador de fossa olímpica, desde que cumprisse a pontuação mínima de qualificação a 31 de Março de 2016. João Paulo da Silva conseguiu-o e permitiu ao país regressar à modalidade nuns Jogos pela primeira vez desde 2000.
| Atleta              | Prova                    | Qualificação | Qualificação  | Semi-final | Semi-final    | Final  | Final         |
| Atleta              | Prova                    | Pontos       | Classificação | Pontos     | Classificação | Pontos | Classificação |
| ------------------- | ------------------------ | ------------ | ------------- | ---------- | ------------- | ------ | ------------- |
| João Paulo de Silva | Fossa olímpica masculino |              |               |            |               |        |               |

Legenda da qualificação: Q = Qualificação para a ronda seguinte; q = Qualificado para a disputa da medalha de Bronze (espingarda)

## Vela
Dois velejadores angolanos de uma classe qualificaram-se para os Jogos em embarcações individuais nos Campeonatos Mundiais e nas regatas de qualificação africanas, marcando o regresso do país à modalidade após 1992. Houve ainda um terceiro velejador convidado em Solidariedade Olímpica (Comissão Tripartida) para competir na classe Laser.
Masculino
| Atleta                        | Prova | Corrida | Corrida | Corrida | Corrida | Corrida | Corrida | Corrida | Corrida | Corrida | Corrida | Corrida | Pontos | Classificação final |
| Atleta                        | Prova | 1       | 2       | 3       | 4       | 5       | 6       | 7       | 8       | 9       | 10      | M*      | Pontos | Classificação final |
| ----------------------------- | ----- | ------- | ------- | ------- | ------- | ------- | ------- | ------- | ------- | ------- | ------- | ------- | ------ | ------------------- |
| Manuel Lelo                   | Laser |         |         |         |         |         |         |         |         |         |         |         |        |                     |
| Paixão Afonso Matias Montinho | 470   |         |         |         |         |         |         |         |         |         |         |         |        |                     |

M = Regata das medalhas; EL = Eliminado – não qualificado para a regata das medalhas